# Santa Clara, Querétaro Arteaga
Santa Clara är en ort i Mexiko.   Den ligger i kommunen Amealco de Bonfil och delstaten Querétaro Arteaga, i den sydöstra delen av landet, 120 km nordväst om huvudstaden Mexico City. Santa Clara ligger 2 484 meter över havet och antalet invånare är 137.
Terrängen runt Santa Clara är platt åt sydväst, men åt nordost är den kuperad. Runt Santa Clara är det ganska tätbefolkat, med 120 invånare per kvadratkilometer. Närmaste större samhälle är Amealco, 12,1 km väster om Santa Clara. I omgivningarna runt Santa Clara växer i huvudsak blandskog.